# Home and Dry
Home and Dry è un singolo del gruppo musicale britannico Pet Shop Boys, pubblicato il 18 marzo 2002 come primo estratto dall'ottavo album in studio Release.

## Descrizione
Diversamente da tutti i loro lavori, il brano presenta sonorità più acustiche (nonostante ci sia sempre un tocco elettronico) che lo rendono piuttosto innovativo per i Pet Shop Boys.

## Promozione
Il singolo è stato commercializzato sotto forma di CD e DVD, contenente varie b-side inedite. Una di queste, Sexy Northener, ha raggiunto la 15ª posizione della Dance Club Songs stilata da Billboard.
Home and Dry riuscì ad entrare nella Top 20 della classifica britannica (posizionandosi al 14º posto) grazie a frequenti passaggi alle radio; viceversa il videoclip fu quasi del tutto ignorato, venendo omesso da molte emittenti televisive (incluse MTV). Il brano, poco prima della pubblicazione come singolo, venne remixato dai remixer tedeschi Blank & Jones. L'anno successivo fu incluso nell'album-remix Disco 3.

## Tracce
CD – parte 1 (Regno Unito)
1. "Home and dry"
2. "Sexy Northener"
3. "Always"

CD – parte 2 (Regno Unito)
1. "Home and dry" (Ambient Mix)
2. "Break 4 Love" (UK Radio edit)
3. "Break 4 Love" (Friburn & Urik Hi Pass Mix)

DVD
1. "Home and dry" (video)
2. "Nightlife"
3. "Break 4 Love" (USA Club Mix)

## Classifiche
| Classifica (2002)        | Posizione massima |
| ------------------------ | ----------------- |
| Argentina                | 8                 |
| Austria                  | 47                |
| Canada                   | 17                |
| Danimarca                | 4                 |
| Finlandia                | 13                |
| Francia                  | 96                |
| Germania                 | 12                |
| Giappone                 | 1                 |
| Grecia                   | 19                |
| Irlanda                  | 33                |
| Italia                   | 9                 |
| Paesi Bassi              | 4                 |
| Regno Unito              | 14                |
| Spagna                   | 6                 |
| Stati Uniti (dance club) | 44                |
| Svezia                   | 44                |
| Svizzera                 | 37                |